# Hodonice (district de Tábor)
Pour les articles homonymes, voir Hodonice.
Hodonice (en allemand : Hodonitz) est une commune du district de Tábor, dans la région de Bohême-du-Sud, en République tchèque. Sa population s'élevait à 129 habitants en 2020.

## Géographie
Hodonice se trouve à 7 km au nord-ouest de Kralupy nad Vltavou, à 22 km au sud-ouest de Tábor et à 90 km au sud de Prague.
La commune est limitée par Bechyně au nord-ouest, par Sudoměřice u Bechyně au nord et au nord-est, par Hodětín à l'est, par Březnice au sud-est et au sud, et par Týn nad Vltavou au sud-ouest.

## Histoire
La première mention écrite du village date de 1268.